# Мещеряков, Иван Илларионович
Иван Илларионович Мещеряков (21.05.1912, Алтайский край — 30.04.1945) — командир отделения саперного взвода 215-го гвардейского стрелкового полка гвардии старшина — на момент представления к награждению орденом Славы 1-й степени.

## Биография
Родился 21 мая 1912 года в селе Пустынь, Косихинского района Алтайского края,. Окончил 4 класса. Работал в колхозе трактористом в колхозе «Красный боевик».
В апреле 1941 года был призван в Красную Армию, с сентября 1942 года участвовал в боях с захватчиками. Воевал на Сталинградском, Брянском, Западном и 1-м Белорусском фронтах. Член ВКП/КПСС с 1943 года. В составе 173-й стрелковой дивизии участвовал в боях под Сталинградом, здесь получил первую боевую награду — медаль «За отвагу».
В марте 1943 года дивизия была преобразована в 77-ю гвардейскую. В составе этой дивизии сапер Мещеряков прошел весь боевой путь, участвовал в сражении на Курской дуге, форсировании реки Днепр. За умение, проявленное при строительстве переправы через Днепр в ночное время, награждён орденом Красной Звезды. Вскоре был назначен помощником командира саперного взвода.
14 января 1944 года на подступах к городу Калинковичи, гвардии сержант Мещеряков, действуя в группе саперов, проделал проход в минных полях противника, сняв 15 противотанковых мин. Закрепившись на достигнутом рубеже, заминировал участок дороги, где при контратаке подорвалась бронемашина противника.
Приказом по частям 77-й гвардейской стрелковой дивизии от 25 января 1944 года гвардии сержант Мещеряков Иван Илларионович награждён орденом Славы 3-й степени.
1-4 августа 1944 года при форсировании реки Висла в районе населенного пункта Кемпа Хотецка в составе отделения несколько раз переправлял на противоположный берег боевую технику. В боях на плацдарме под огнём противника минировал поля на небольшом расстоянии от переднего края противника.
Приказом по войскам 69-й армии от 20 сентября 1944 года гвардии сержант Мещеряков Иван Илларионович награждён орденом Славы 2-й степени.
15 января 1945 года близ города Зволень гвардии старшина Мещеряков сделал 4 прохода в проволочных заграждениях противника, разминировал участок для наступления наших подразделений. Был представлен к награждению орденом Славы 1-й степени.
В ночь на 16 апреля 1945 года, перед началом штурма вражеских укреплений, гвардии старшина Мещеряков под огнём противника проделал несколько проходов в минных полях и проволочных заграждениях. В боях юго-западнее Берлина дважды переправлял через реку Шпрее стрелковые подразделения. 29 апреля был тяжело ранен и на другой день скончался в медсанбате. За последние бои посмертно награждён орденом Отечественной войны 2-й степени
Похоронен в местечке Буг.
Указом Президиума Верховного Совета СССР от 15 мая 1946 года за образцовое выполнение заданий командования на фронте борьбы с немецкими захватчиками гвардии старший сержант Мещеряков Иван Илларионович награждён орденом Славы 1-й степени. Стал полным кавалером ордена Славы.
Награждён орденами Отечественной войны 2-й степени, Красной Звезды, Славы 1-й, 2-й, 3-й, медалями «За отвагу» и «За оборону Сталинграда».